# Mount Strandtmann
Mount Strandtmann är ett berg i Antarktis. Det ligger i Östantarktis. Nya Zeeland gör anspråk på området. Toppen på Mount Strandtmann är 1 793 meter över havet, eller 9 meter över den omgivande terrängen. Bredden vid basen är 0,15 km.
Terrängen runt Mount Strandtmann är huvudsakligen kuperad, men västerut är den platt. Trakten är obefolkad. Det finns inga samhällen i närheten.